# Карденас, Хавьер Вальдес
Хавьер Вальдес Карденас (14 апреля 1967 — 15 мая 2017) — мексиканский журналист. Основатель газеты «Ríodoce». Лауреат ряда журналистских премий за работы об организованной преступности и торговле наркотиками.

## Биография

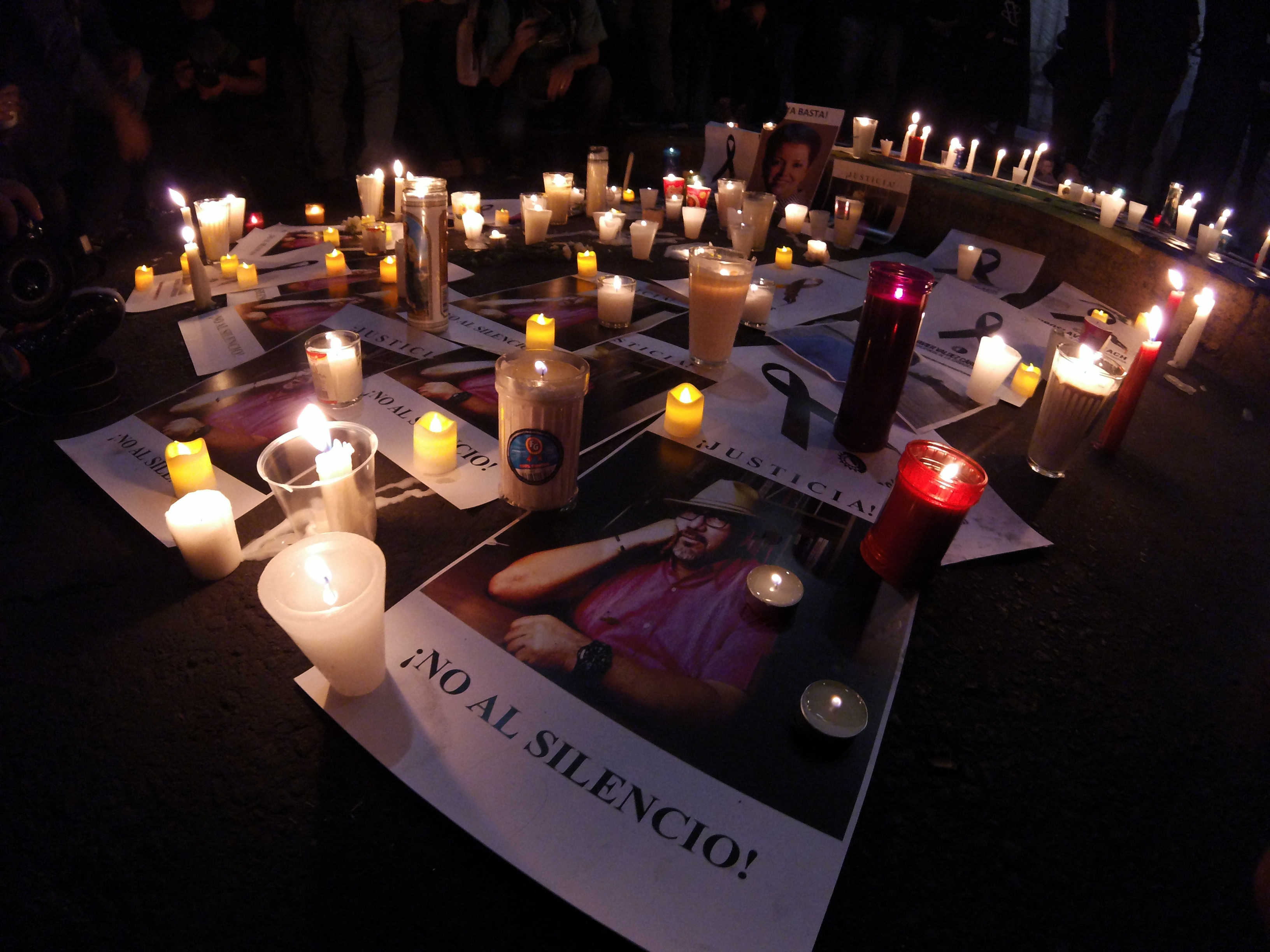
Демонстрация в знак протеста против убийства Хавьера Карденаса

Родился 14 апреля 1967 года в городе Кульякан. Окончил автономный университет Синалоа со степенью в области социологии. В начале 1990зх годов работал на канале «Canal 3», затем писал для газеты «Noroeste». В 1998 году перешёл на работу в газету «La Jornada».
В 2003 году совместно с рядом коллег основал газету «Ríodoce», в ней освещались преступность и коррупция в штате Синалоа, который считается одним из наиболее криминогенных штатов Мексики. Карденас — автор нескольких книг о торговле наркотиками, в том числе «Miss Narco» — хроника жизни девушек и жён наркобоссов, и «Niños y jóvenes en el narcotráfico mexicano» (дети и подростки в мексиканской наркоторговле).
В сентябре 2009 года «Ríodoce» опубликовала серию статей под общим названием «Палач: признание убийцы в Сьюдад-Хуаресе». Через несколько дней после окончания публикации в офис газеты была брошена граната. Она повредила помещение, но люди от взрыва не пострадали. Преступники, бросившие гранату, не были найдены.
15 мая 2017 года около 12:00 по местному времени был застрелен в нескольких кварталах от офиса «Ríodoce» в Кульякане. Неизвестные вооружённые лица выпустили в него 12 пуль. На момент гибели журналисту было 50 лет.

## Премии
Лауреат Международной премии за свободу прессы Комитета защиты журналистов. На вручении премии Карденас заявил, что насилие, совершаемое в ходе войны с наркотиками, «должно устыдить нас». В том же году основанная Карденасом газета «Ríodoce» получила премию «Maria Moors Cabot Prize», которая была присуждена за вклад «в межамериканское понимание».